# EPPIN
EPPIN (англ. Epididymal peptidase inhibitor) – білок, який кодується однойменним геном, розташованим у людей на короткому плечі 20-ї хромосоми. Довжина поліпептидного ланцюга білка становить 133 амінокислот, а молекулярна маса — 15 284.
| 10         |  | 20         |  | 30         |  | 40         |  | 50         |
| ---------- |  | ---------- |  | ---------- |  | ---------- |  | ---------- |
| MGSSGLLSLL |  | VLFVLLANVQ |  | GPGLTDWLFP |  | RRCPKIREEC |  | EFQERDVCTK |
| DRQCQDNKKC |  | CVFSCGKKCL |  | DLKQDVCEMP |  | KETGPCLAYF |  | LHWWYDKKDN |
| TCSMFVYGGC |  | QGNNNNFQSK |  | ANCLNTCKNK |  | RFP        |  |            |

A: Аланін

C: Цистеїн

D: Аспарагінова кислота

E: Глутамінова кислота

F: Фенілаланін

G: Гліцин

H: Гістидин

I: Ізолейцин

K: Лізин

L: Лейцин

M: Метіонін

N: Аспарагін

P: Пролін

Q: Глутамін

R: Аргінін

S: Серин

T: Треонін

V: Валін

W: Триптофан

Кодований геном білок за функціями належить до інгібіторів протеаз, інгібіторів серинових протеаз, антимікробних білків. 
Задіяний у такому біологічному процесі, як альтернативний сплайсинг. 
Секретований назовні.